# Аскинская волость
Аскинская волость — волость в Бирском уезде Уфимской губернии. Волостной центр — село Аскин. Ныне территория Октябрьского городского округа Пермского края и Аскинского района Республики Башкортостан.

## География
Волость была расположена в северной части уезда и граничила с Пермской губернией.
В пределах волости находится лесная удельная дача, протекает сплавная река Тюй, впадающая в реку Уфу. В общем местность здесь более лесная, но крупный лес, в виду его эксплуатации, не сохранился, а остался почти только дровяной. Земля глинистая и требует удобрения.

## Состав волости
До начала 1860 года в состав волости входили 22 селения.
Всех селений — 55 и владельческих имений и усадеб 12 (на 1906 год).
- Андреевский
- Аскин — волостной центр
- Балакинский
- Барахаевский (ныне Барахаевка)
- Бурма
- Верх-Леун
- Верх-Тесяк
- Верх-Урмия
- Владимировка
- Гордина
- Давыдовский
- Даго
- Дмитриевский
- Дуванейский
- Евбулякова (ныне Евбуляк)
- Евгеньевский
- Ефимовский
- Жуки
- Ивановский
- Ключи
- Королёво
- Кощеевский
- Крещенский
- Куменский
- Куяштыр (Православная церковь п. 1868, Единоверческая церковь п. 1855)
- Левинский
- Леун
- Лидовка
- Любимовка
- Мало-Гордина
- Марьевский
- Нижний Тесяк
- Нижняя Урмия
- Николаевский (1-й, 2-й), пос.
- Никольский завод
- Новоселовский
- Орловка
- Першина
- Поповский
- Самарский
- Светлая Горка
- Сергеевский
- Средняя Урмия
- Старая Бурма
- Стафиевско-Седловский
- Степановка
- Степучевский
- Столбовка
- Таута
- Текловский
- Темный
- Тураевка
- Тюинский (вошёл в черту Тюинска)
- Тюинский завод (ныне Тюинск)
- Уваряш
- Эстонский

## Население
Население волости на 1906 год в количестве 13364 душ, большинство из русских и небольшой части эстонцев, немцев и черемис. Жители принадлежали к числу бывших государственных крестьян, крестьян собственников, приобревших земли чрез Крестьянский Поземельный Банк, и крестьян-арендаторов частновладельческих земель. До начала 1860 года волость состояла исключительно из русского населения, прибывшего назад тому 120—150 лет из Пермской губернии и поселившегося здесь на башкирских свободных землях, на праве аренды, из платежа небольшого за земли оброка, а потом, в начале 1870 г.г., все эти селения получили душевой надел. В 1860—1870 г.г. в волость начали переселяться на частновладельческие земли г.г. Зеленцовых, Жуковского и Удельного Ведомства и образовывать поселки жители из Вятской губ. и Оханского уезда, Пермской губернии. Таким образом, в волости образовалось 33 переселенческих поселка.

## Инфраструктура
По справочнику 1906 года население занималось земледелием, но были развиты и кустарные промыслы. В д.д. Гординой и Верх.-Урмии производится выработка сох и сабанов, которых в год сбывается на 5—7 тысяч рублей, в с. Ключах — выработка колес, сбываемых в год на сумму до трех тысяч рублей, в дер. Урмиях — столярное производство (выработка простых крестьянских сундуков, столов, стульев и проч.), в д.д. Першиной, Тураевке, Орловке, Сергеевке и других поселках с вятским населением вырабатывались рогожи и кули, которых сбывается до 60 тысяч штук. В имениях некоторых частных владельцев производилась лесная выработка, но она, за вырубкой лесов, сокращается.